# Japan Automobile Manufacturers Association
Японська асоціація виробників автомобілів або JAMA (яп. 日本自動車工業会, англ. Japan Automobile Manufacturers Association) є торгово-промисловою асоціацією, зі штаб-квартирою в Токіо, Японія. Вона була заснована в квітні 1967 року і служить платформою для автовиробників Японії, щоб розділити технологічні досягнення і практику менеджменту. В даний час є 14 компаній-членів, які виробляють не лише легкові автомобілі, але також і вантажівки та мотоцикли. Організація також займається виробництвом і дистрибуцією деталей автомобілів по всьому світу. Разом компанії JAMA займають величезну частку ринку у Сполучених Штатах, Європі і в багатьох країнах, що розвиваються. JAMA також має офіси в Пекіні, Сінгапурі, Вашингтоні (округ Колумбія) (Американський Офіс), Торонто (Канадський Офіс) і Брюссель, Бельгія (Європейський Офіс).

## Автовиробники
- Toyota Motor Corporation
- Nissan Motors (Раніше Datsun)
- Honda Motor Co., Ltd.
- Mitsubishi Motors Corporation (Член Mitsubishi Group)
- Suzuki Motor Corporation
- Mazda Motor Corporation
- Daihatsu Motor Co., Ltd. (Основний акціонер: Toyota – 51.2%, таким чином, член Toyota Group)
- Hino Motors (Член Toyota Group)
- Subaru (Автомобільний підрозділ Fuji Heavy Industries — Основний акціонер: Toyota – 8.7%, таким чином, член Toyota Group)
- Isuzu Motor Co., Ltd. (Основні акціонери: ITOCHU, Mitsubishi Corporation, Toyota – 5.9%, таким чином, член Toyota Group)
- UD, або Nissan  Motor Company (Основний акціонер: Volvo Group – 13%)
- Mitsubishi Fuso Truck and Bus Corporation (Основні акціонери: Daimler AG – 89.29%, Mitsubishi Group – 10.71%)
- Kawasaki Heavy Industries
- Yamaha Motor Company

## Зовнішні посилання
- JAMA Japanese website [Архівовано 3 лютого 2021 у Wayback Machine.]
- JAMA U.S. website [Архівовано 27 червня 2017 у Wayback Machine.]
- JAMA English language website [Архівовано 17 червня 2017 у Wayback Machine.]
- JAMA Canada [Архівовано 2 червня 2017 у Wayback Machine.]